# Tommy Johnson (piłkarz)
Thomas Clark Fisher „Tommy” Johnson (ur. 19 sierpnia 1901, zm. 28 stycznia 1973) – angielski piłkarz, który występował na pozycji napastnika.

## Kariera klubowa
Piłkarską karierę rozpoczynał w amatorskich klubach Dalton Athletic i Dalton Casuals, skąd w lutym 1919 przeszedł do Manchesteru City, w którym zadebiutował 18 lutego 1920 w wygranym 2:0 meczu przeciwko Middlesbrough, zdobywając obydwie bramki. 25 sierpnia 1923 wpisał się na listę strzelców w pierwszym, historycznym meczu na nowo powstałym obiekcie Maine Road. Łącznie, biorąc pod uwagę rozgrywki ligowe i pucharowe, zagrał w City w 354 meczach i zdobył 166 bramek. Do 14 marca 2023 roku był rekordzistą klubowym pod względem liczby goli w sezonie (38), kiedy to wyprzedził go Erling Haaland. Do 2019 roku był, wraz z Erikiem Brookiem, najlepszym strzelcem zespołu w historii ze 158 bramkami w lidze.
W marcu 1930 przeszedł do Evertonu za 6000 funtów. Z drużyną z Goodison Park zdobył mistrzostwo w 1932 oraz Puchar Anglii rok później. W marcu 1934 odszedł do Liverpoolu, w którym występował do 1936. W latach 1936–1939 był grającym menadżerem Darwen.

## Kariera reprezentacyjna
Johnson w kadrze narodowej zadebiutował 24 maja 1926 w meczu przeciwko Belgii. W sumie w barwach narodowych wystąpił 5 razy i zdobył pięć bramek.
| Lp. | Data                 | Miejsce                       | Mecz               | Wynik | Bramki | Rozgrywki                 |
| --- | -------------------- | ----------------------------- | ------------------ | ----- | ------ | ------------------------- |
| 1.  | 24 maja 1926         | Stadion Olimpijski, Antwerpia | Belgia – Anglia    | 3:5   |        | mecz towarzyski           |
| 2.  | 20 listopada 1929    | Stamford Bridge               | Anglia – Walia     | 6:0   |        | British Home Championship |
| 3.  | 9 grudnia 1931       | Highbury                      | Anglia – Hiszpania | 7:1   |        | mecz towarzyski           |
| 4.  | 9 kwietnia 1932      | Wembley                       | Anglia – Szkocja   | 3:0   |        | British Home Championship |
| 5.  | 17 października 1932 | Bloomfield Road               | Anglia – Irlandia  | 1:0   |        | British Home Championship |

## Sukcesy
Manchester City
- Finalista Pucharu Anglii (1): 1925/1926

Everton
- Mistrz Anglii (1): 1931/1932
- Puchar Anglii (1): 1932/1933